# Arend Lijphart
Arend d'Angremond Lijphart (n. 17 august 1936, Apeldoorn, Țările de Jos) este unul dintre cei mai influenți politologi din lume, specializat, printre altele, în politici comparate, sisteme electorale și instituții democratice. Cartea sa cea mai faimoasă, Patterns of democracy, împarte sistemele politice democrate pe baza unui studiu empiric cu 36 de state în două mari categorii, democrațiile majoritariste (modelul Westminster) și democrațiile consensualiste.

## Educație
Născut în Olanda, și-a desfășurat cea mai mare parte a activității profesionale în Statele Unite ale Americii, a căror cetățenie o deține, alături de cea olandeză. După ce a studiat la Universitatea din Leiden între 1958 și 1962, și-a dat doctoratul la Universitatea Yale în 1963. Ultima universitate la care a predat și cercetat este University of California, San Diego, unde e din 2001 profesor emerit de științe politice.

## Politolog
Arend Lijphart a declarat că se consideră un în primul rând un empirist, întrucât deși este întotdeauna nevoie de un fundament teoretic, o lucrare politologică robustă depinde în principal de o testare empirică robustă („sound academic work is mainly about sound empirical testing”). În același interviu, Lijphart se delimitează clar de teoriile rational choice și evocă literatura marxistă printre lecturile formatoare.

## Cărți (selecție)
- Democracy in Plural Societies: A Comparative Exploration (1977)
- Democracies: Patterns of Majoritarian and Consensus Government in Twenty-One Countries (1984)
- Power-Sharing in South Africa (1985)
- Electoral Laws and Their Political Consequences (1986)
- Parliamentary versus Presidential Government (1992)
- Electoral Systems and Party Systems: A Study of Twenty-Seven Democracies (1994)
- Patterns of Democracy: Government Forms and Performance in Thirty-Six Countries (1999)
- Thinking about Democracy: Power Sharing and Majority Rule in Theory and Practice (2007)